# Kurt Meyer
Kurt Adolph Wilhelm „Panzermeyer” Meyer (ur. 23 grudnia 1910 w Jerxheim; zm. 23 grudnia 1961 w Hagen) – niemiecki wojskowy, zbrodniarz wojenny, generał Waffen-SS, dowodząc 12 Dywizją Pancerną SS był w wieku 33 lat najmłodszym dowódcą na szczeblu dywizji w całych niemieckich siłach zbrojnych.

## Życiorys
Na świat przyszedł jako syn robotnika 23 grudnia 1910 roku w Jerxheim. Ukończywszy szkołę podstawową, pracował jako górnik, by następnie wstąpić do Meklemburskiej Policji Krajowej.
Od początku sympatyzował z nazistami (był członkiem NSDAP o numerze 316714), wstąpił do SS i otrzymał legitymację członkowską o numerze 17559. Od tej chwili szybko się wspinał po szczeblach kariery: w 1932 roku został SS-Untersturmführerem, następnego roku SS-Obersturmführerem, a w 1937 roku SS-Hauptsturmführerem. Trzy lata przed ostatnim awansem Meyer wstąpił do 1 Dywizji Pancernej SS „Leibstandarte SS Adolf Hitler”. Po kampaniach w Polsce i we Francji czekała go kolejna promocja do stopnia SS-Sturmbannführera, a następnie przyznanie dowództwa nad batalionem rozpoznawczym podczas kampanii w Grecji. Właśnie podczas walk na Bałkanach Meyerowi po zakończonym powodzeniem ataku na silnie bronioną Przełęcz Klissura przyznano 15 maja 1941 roku Krzyż Rycerski. Za zasługi podczas walk o Charków odznaczono go Liśćmi Dębu do Krzyża Rycerskiego oraz awansowano na stopień SS-Obersturmbannführera. Kolejny awans, tym razem na stopień SS-Standartenführera, czekał go w lipcu 1943 roku, kiedy to mianowano go dowódcą nowo utworzonego 25 Pułku Grenadierów Pancernych SS wchodzącego w skład 12 Dywizji Grenadierów Pancernych SS Hitlerjugend.
Dywizja wzięła udział w walkach w Normandii. Szczególnie ciężkie boje toczyła przeciw Kanadyjczykom o Caen. Jej wyróżniającym się oficerem był Kurt Meyer. Po śmierci Fritza Witta objął nad nią dowództwo, a 1 sierpnia 1944 roku awansowano go w wieku 33 lat na stopień SS-Oberführera i jeszcze tego samego miesiąca przyznano Miecze do Krzyża Rycerskiego. 1 września był już SS-Brigadeführerem. Meyer nigdy nie odbył szkolenia, ani nie miał doświadczenia pozwalającego mu na dowodzenie w walce 20 000 żołnierzy oraz ponad 200 czołgami, lecz posiadał zarówno zmysł taktyczny, jak i nieustępliwość fanatyka.
6 września 1944 roku Meyer wzięty został do niewoli w okolicach Amiens. W grudniu 1945 roku został osądzony jako pierwszy niemiecki zbrodniarz wojenny i uznany za winnego zamordowania 8 czerwca 1944 roku 45 kanadyjskich jeńców wojennych. Skazano go na karę śmierci, którą zamieniono później na dożywocie. Został zwolniony z więzienia w 1954 roku. Po wyjściu na wolność został członkiem organizacji byłych esesmanów HIAG, w której udzielał się aktywnie aż do śmierci 23 grudnia 1961 roku. W 1951 roku wydał swoje wspomnienia w książce pod tytułem Grenadiere (Grenadierzy). Zmarł na atak serca.

Syn Meyera, Kurt junior jest autorem książki poświęconej ojcu pt. Geweint wird, wenn der Kopf ab ist. Krytycznie opisuje w niej Meyera jako człowieka uwiązanego w swojej wojennej przeszłości i nazistowskiej ideologii, którego jedną z pierwszych czynności po zwolnieniu z więzienia i powrocie do domu było powieszenie na ścianie salonu portretu Adolfa Hitlera.

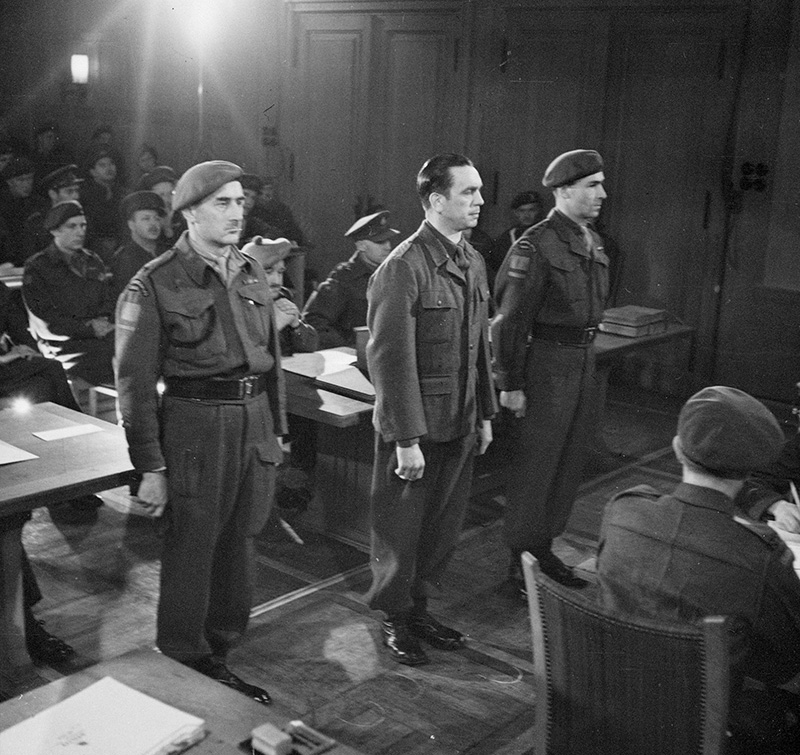
Proces w grudniu 1945

## Odznaczenia
- Krzyż Żelazny II Klasy (25 września 1939)[4]
- Krzyż Żelazny I Klasy (31 maja 1940)[4]
- Krzyż Rycerski Krzyża Żelaznego (18 maja 1941)[4]
  - Liście Dębu (23 lutego 1943)[4]
  - Liście Dębu z Mieczami (27 sierpnia 1944)[4]
- Złoty Krzyż Niemiecki (8 lutego 1942)[4]
- Medal za Kampanię Zimową na Wschodzie 1941/1942 (4 września 1942)[4]
- Czarna Odznaka za Rany[1]